# Siemens Brothers & Co.

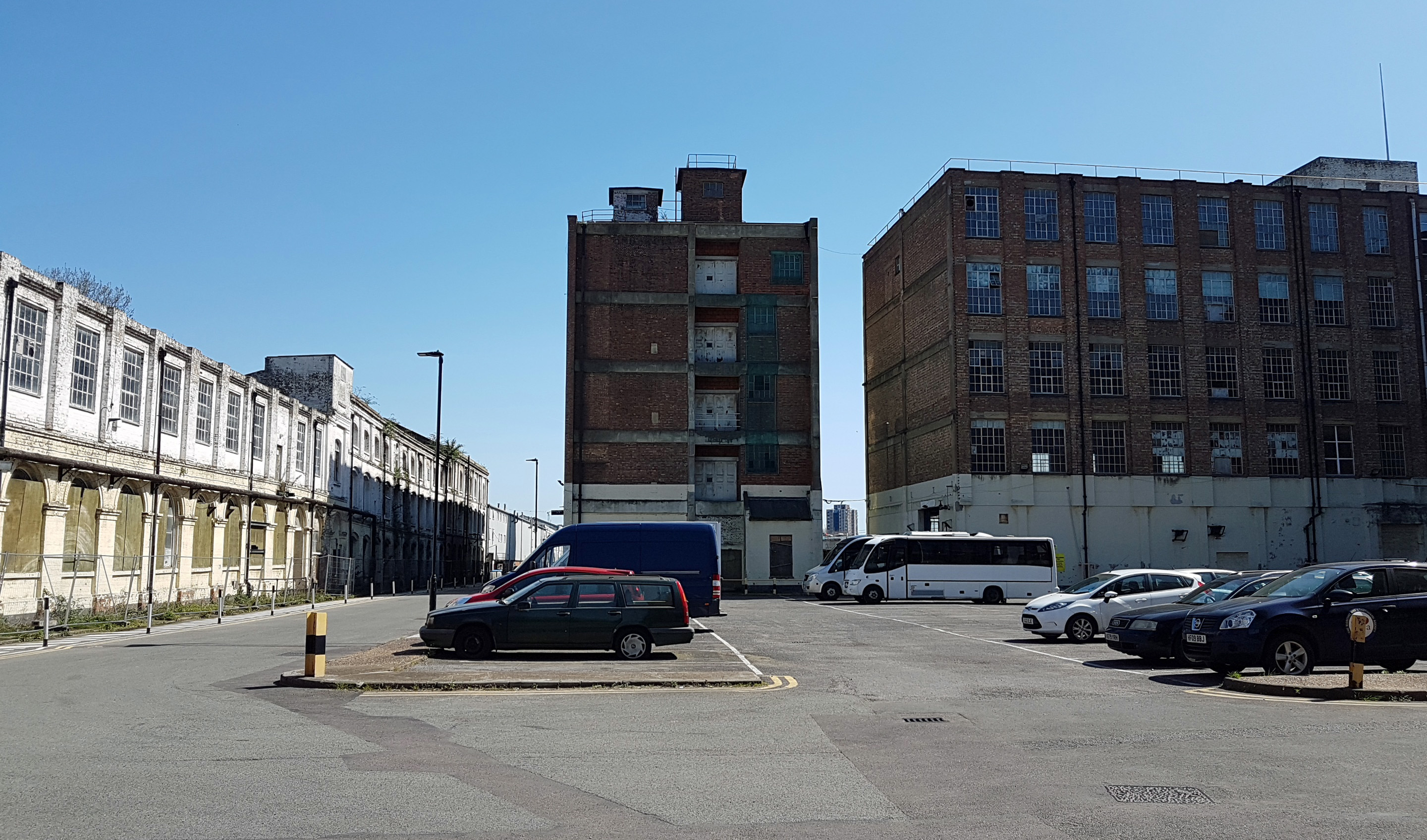
Einige der erhaltenen Gebäude der Siemens Brothers site in Woolwich

Siemens Brothers and Company Limited  war ein elektrotechnisches Konstruktions- und Fertigungsunternehmen in London, Vereinigtes Königreich. Es wurde 1858 von Carl Wilhelm Siemens, einem Bruder des Gründers des deutschen Elektrotechnikunternehmens Siemens & Halske, Werner von Siemens, als Filiale gegründet. Die Hauptaktivitäten befanden sich in Woolwich, wo von 1863 bis 1968 Kabel und elektrische Lichtstromgeräte hergestellt wurden. Auf dem Gelände zwischen der Themse-Barriere und der Woolwich-Werft sind mehrere Gebäude von historischem Interesse erhalten geblieben. Neue Werke wurden 1903 in Stafford und 1908 im Londoner Stadtteil Dalston gebaut. Während des Ersten Weltkriegs wurde Siemens Brothers von einem britischen Konsortium gekauft, da der größte Teil seines Eigentums in den Händen von Ausländern lag, deren Herkunftsland mit der Entente cordiale verfeindet war.
Siemens Brothers and Company Limited wurde 1955 von Associated Electrical Industries gekauft. Zu dieser Zeit wurde das Geschäft wie folgt beschrieben: Herstellung, Verkauf und Installation von U-Boot- und Landkabeln, Overhead-Telegraphen-, Telefon- und Stromübertragungsleitungen, öffentlichen und privaten Telefonvermittlungen und -trägern, Übertragungsausrüstung für Telefonleitungen und Seefunk- und Signalausrüstung. Über Tochtergesellschaften stellte das Unternehmen Lampen aller Art, verschiedene elektrische Geräten und elektrische Eisenbahnsignale her.

## Geschichte
Am 1. Oktober 1858 gründete die deutsche Firma Siemens & Halske eine englische Firma, Siemens & Halske & Company, eine Partnerschaft von William Siemens, dem Kabelhersteller R S Newall aus Gateshead und Siemens & Halske aus Berlin. Ziel war es, Newalls neu entwickeltes U-Boot-Kommunikationskabel zu verlegen. Die Londoner Niederlassung stand unter der Kontrolle von William, später Sir William Siemens, früher bekannt als Carl Wilhelm Siemens (1823–1883). Der in Lenthe, Königreich Hannover geborene Wilhelm ging 1843 nach England, um ein Patent zu verkaufen, das er mit seinem Bruder Werner teilte. Er fand eine Anstellung in Birmingham bei den Ingenieuren Fox, Henderson & Co und wurde 1859 ein eingebürgerter Brite, an dem Tag, an dem er Anne Gordon, die Tochter eines Anwalts aus Edinburgh heiratete. Ihr Bruder war Lewis Gordon, Teilhaber von R S Newall. In den 1850er Jahren entwickelte William den Siemens-Regenerationsofen. Nach verschiedenen Fehlern in Newalls installierten Kabeln wurde die Verbindung zur Firma R S Newall Ende 1860 abgebrochen. 1865 zog sich Johann Georg Halske, Partner von Siemens & Halske, aus der englischen Niederlassung zurück. Aus der Firma wurde Siemens Brothers. Gesellschafter waren Werner von Siemens und Carl Wilhelm Siemens, wobei Werner den Großteil am Geschäftskapital besaß.

## Unternehmensaktivitäten
Unterseekabel
Siemens Brothers Telegraph Works wurde 1863 als neue Kabelfabrik in Woolwich, London, eröffnet.  Es wurde auf über 6 Hektar erweitert und beschäftigte mehr als 2.000 Mitarbeiter. 1869 bauten und verlegten die Londoner und Berliner Firmen gemeinsam eine Telegraphenlinie von Preußen nach Teheran, die einen Hauptteil der direkten Linie von England nach Indien bildete, 2.750 Meilen. In den Jahren 1874 bis 1875 vollendete allein die Londoner Firma das erste direkte Atlantikkabel  in die USA. Zu diesem Zweck wurde die Direct United States Cable Company (DUS) gegründet. Weitere Kabelverbindungen über den Atlantik folgten bis 1901. 1876 wurde in Frankreich ein direktes Paris-New York-Kabel diskutiert. Im März 1879 erhielt Siemens Brothers den Auftrag vom Bankier Pouyer-Quertier. Mitte Juni beendeten sie die Herstellung des PQ-Kabels in Woolwich, als das Kabelverlegungsschiff Faraday unter der Kontrolle von Ludwig Loeffler mit der Verlegung begannen. Das Hauptkabel wurde in etwas mehr als vier Monaten an die Eigentümer übergeben. Weder Frankreich noch die USA hatten eine Kabelfabrik.

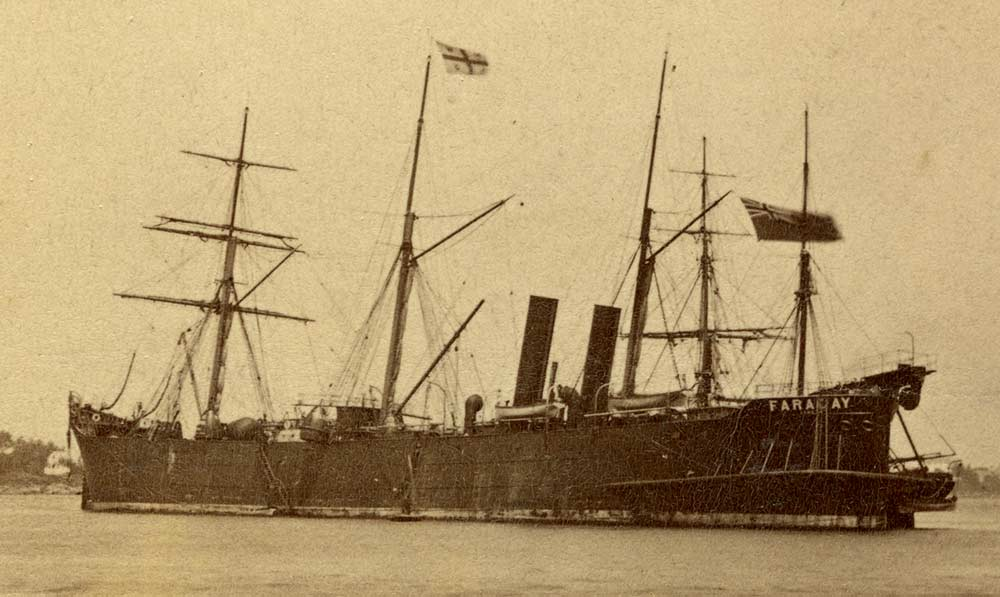
CS Faraday

1881 erfolgte eine Kabelverlegung von England nach Nova Scotia (Nordkabel). 1882 erfolgte eine Kabelverlegung von England nach Nova Scotia (Südkabel). Der Bau und die Verlegung von Kabeln blieben bis zu Sir Williams Tod im Jahr 1883 die Hauptaktivität des Unternehmens. Nach seinem Tod wurden dem Londoner Manager Johann Carl Ludwig Loeffler (1831–1906) Anteile angeboten, um ihn in der Firma zu halten. Es gelang ihm, seine Beteiligung auf 25 % zu erhöhen, aber es gab Meinungsverschiedenheiten darüber, wie die Firma geführt wurde, und Alexander Siemens, Williams Adoptivsohn, ersetzte 1888 Loeffler. Werner kaufte Loefflers Beteiligung. Loeffler starb 18 Jahre später in Tirol und hinterließ ein Anwesen im Wert von mehr als 1,5 Millionen Pfund. Er war ein bedeutender Investor in westaustralische Minen.
 Starkstromprodukte 
Die Erfindung des Dynamos im Jahr 1867 führte zu einer Umstellung von Siemens‘ früherer Stärke bei Leichtstromprodukten auf Schwerstromprodukte und -verfahren.  Das weltweit erste moderne Hochspannungskraftwerk wurde 1891 in Deptford East eröffnet. Es wurde 1887 von dem 23-jährigen ehemaligen Siemens-Lehrling Sebastian de Ferranti entworfen und von der London Electricity Supply Corporation am Thames Bank in Deptford Creek, zweieinhalb Meilen westlich von Siemens 'Woolwich-Standort, errichtet. Nach der Erfindung der Bogenlampen wurde ihre Herstellung von Siemens Brothers aufgenommen. 

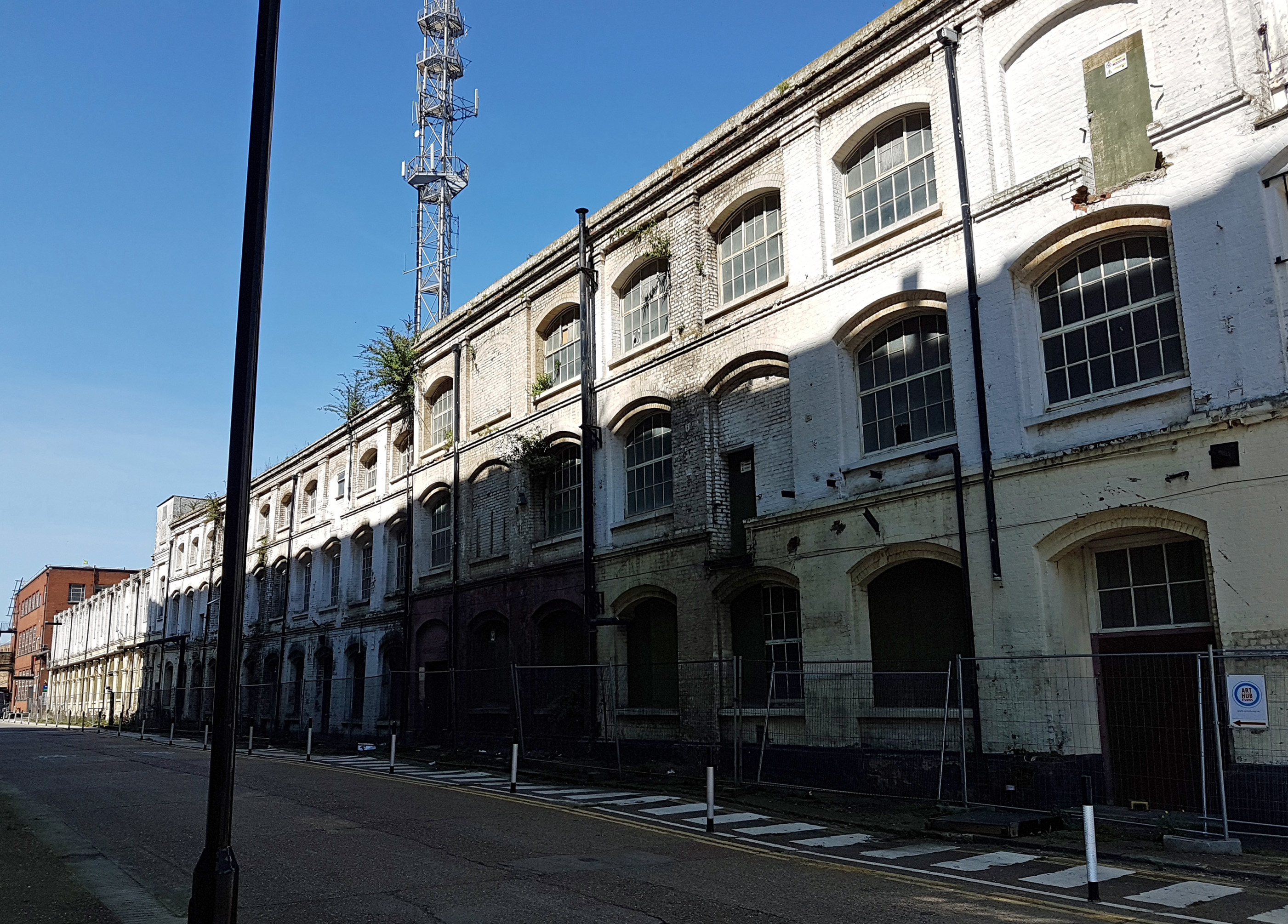
Woolwich, altes Siemens Brothers Gebäude

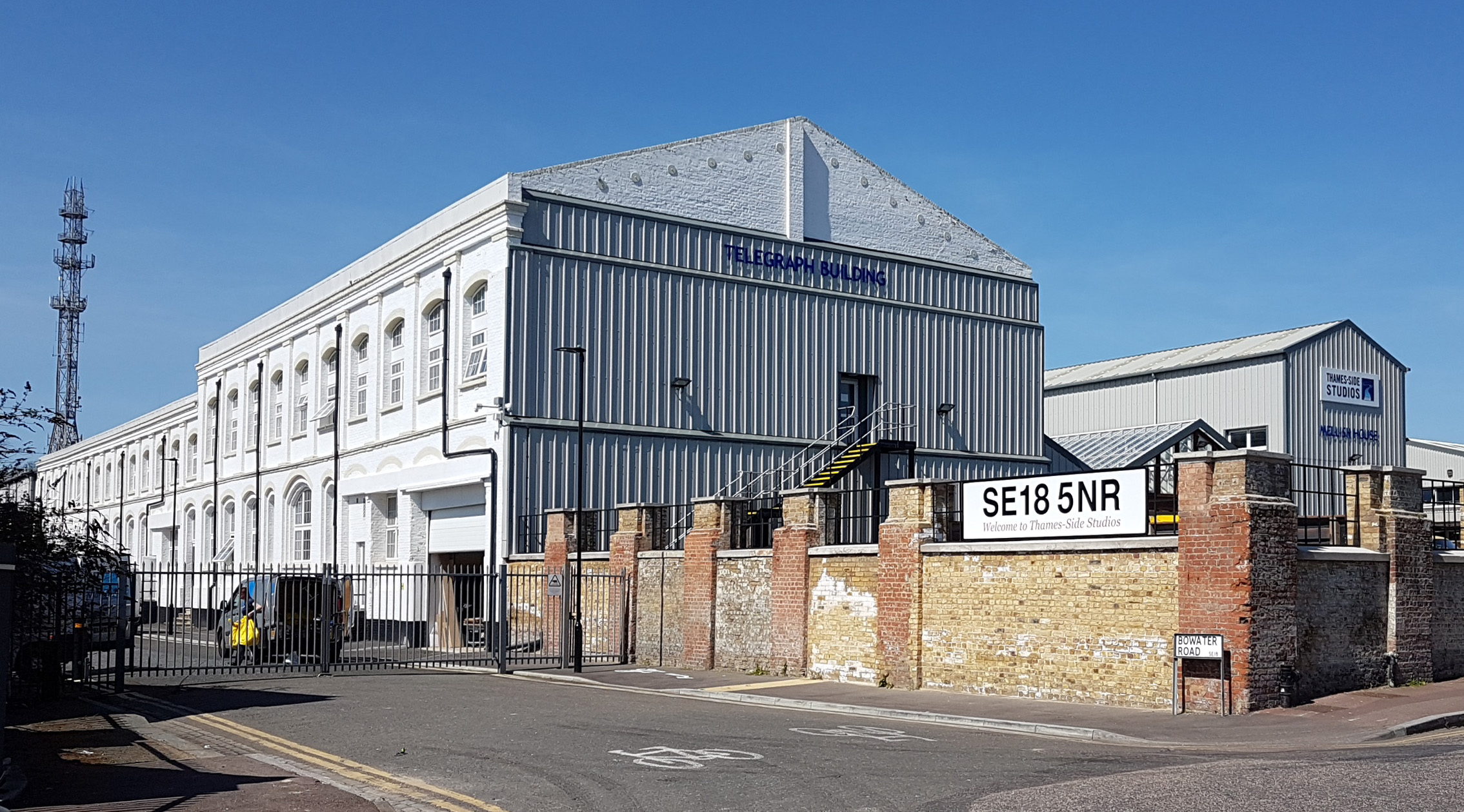
ehemaliges Siemens Brothers Gebäude, Warspite Road, heute Künstler-Studios